# Sondalo
Sondalo (llombard occidental Sùndal, en dialecte local Sondel) és un municipi italià, situat a la regió de Llombardia i a la província de Sondrio. L'any 2007 tenia 4.796 habitants. Limita amb els municipis de Grosio, Valdisotto, Valfurva i Valdidentro. Al terme municipal hi ha el Sanatori Morelli per a malalties pulmonars.

## Administració
| Període | Identitat             | Partit        |
| ------- | --------------------- | ------------- |
| 2009-   | Luigi Giuseppe Grassi | Llista Cívica |

## Esdeveniments
El primer cap de setmana de juliol de cada any, al centre polivalent de Sondalo, hi té lloc una de les trobades motoristes més importants d'Europa, el Motoraduno Stelvio International, amb la participació d'una mitjana de 9.000 motocicletes i 15.000 persones de diferents nacionalitats, i que són organitzades per la Federació Motociclista Italiana (FMI). Dura tres dies i hom hi pot gaudir de concerts musicals i especialitats gastronòmiques locals. El darrer dia els participants organitzen una desfilada nocturna per la carretera que voreja les muntanyes i que crea un efecte similar a una serp de llum

## Sandalo i el cinema
El 1973 el director Vittorio De Sica ambientà a Sondalo el film "Una Breve Vacanza" amb Florinda Bolkan, Renato Salvatori, Adriana Asti, Monica Guerritore, Daniel Quenaud, Josè Maria Prada i Christian De Sica, amb muntatge de Cesare Zavattini i Rodolfo Sonego.
El 1983 Carlo Lizzani hi va rodar escenes d'"Un inverno da malato" amb Mico Cundari i Giovanni Guidelli. El film es basava en un personatge d'Alberto Moravia i la història s'ambientava en un sanatori.

## Personatges il·lustres
És el lloc de naixement dels esquiadors italians Mattia Coletti, Elisa Fleischmann, Lorenzo Holzknecht i Guido Giacomelli.